# Home (canção de Gabrielle Aplin)
"Home" é uma canção da cantora inglesa Gabrielle Aplin, contida em seu álbum de estreia English Rain. Foi lançada como o quarto single do disco em 14 de junho de 2013. Originalmente gravada para um EP de mesmo nome, a faixa foi composta pela intérprete juntamente com Nick Atkinson e produzida por Mike Spencer. Musicalmente, trata-se de uma obra folk-pop cujo conteúdo lírico, inspirado na própria experiência de Aplin, é sobre a nostalgia e a saudade sentida ao  abandonar a cidade natal.
"Home" foi geralmente elogiada pelos críticos musicais; alguns deles, contudo, desprezaram seu som "acústico sonolento". No âmbito comercial, a canção se desempenhou moderamente, alcançando a 48.ª posição no Reino Unido, onde foi certificada com disco de prata pela Indústria Fonográfica Britânica (BPI). "Home" possui dois videoclipes: o primeiro, gravado com a versão da canção contida no EP, apresenta uma produção amadora filmada em uma paisagem rural, enquanto o segundo foi parcialmente filmado no deserto de Tule, localizado no estado americano de Nevada, e exibe Aplin sendo assaltada por um grupo de homens, tendo então de atravessar o deserto para voltar para casa. Este último, dirigido por Kinga Burza, foi lançado em 9 de junho de 2013 no YouTube. Além disso, "Home" foi incluída na trilha sonora internacional da telenovela brasileira Totalmente Demais e no trailer internacional do filme Brooklyn (2015).

## Antecedentes e lançamento
Gabrielle Aplin começou a publicar vídeos de covers no Youtube em 2008, o que lhe deu, ao decorrer do tempo, um número significativo de seguidores virtuais. Em 2010, ela fundou sua própria gravadora, a Never Fade Records, e por meio dela lançou seu primeiro EP independente. Em 2011, lançou seu segundo EP independente e participou das sessões musicais BBC Introducing. No entanto, foi em 2012, com o lançamento de Home, seu terceiro EP independente, que houve uma disputa entre gravadoras por seu nome. Ela, por fim, assinou com a Parlophone e começou a trabalhar em seu álbum de estreia com o produtor Mike Spencer. A cantora gravou sua própria versão de "The Power of Love" (1984), canção da banda Frankie Goes to Hollywood, para a campanha publicitária de Natal daquele ano da marca de luxo britânica John Lewis. A regravação alcançou o topo da parada de singles do Reino Unido, tornando-se a primeira canção usada nos comerciais da John Lewis a alcançar tal feito, bem como o primeiro número de Aplin.
O álbum de estreia de Aplin, intitulado English Rain, foi lançado em maio de 2013, alcançando o segundo lugar no Reino Unido. Os dois outros singles que antecederam seu lançamento, "Please Don't Say You Love Me" e "Panic Cord", conquistaram as dez e as vinte melhores posições na nação respectivamente. "Home" foi escolhida como o quarto single do álbum, sendo lançada em 14 de julho daquele ano. A faixa foi originalmente gravada para o EP Home, mas Aplin a regravou para seu álbum de estreia tendo em vista a sonoridade que desejava para a canção desde o início.

## Composição e inspiração
"Home" é uma canção folk-pop sobre a nostalgia que se prolonga em suaves dedilhados de violão e batidas silenciosas de bateria. No refrão final o vocal principal juntamente com os de apoio soam como um coral. O conteúdo lírico de "Home" trata de alguém que ama muito sua casa, mas que sabe que não pode ficar lá se quiser se encontrar, como exemplificado pelas linhas "Sou uma fênix na água / Um peixe que aprendeu a voar / E sempre fui uma filha / Mas penas são feitas para o céu". Segundo a partitura publicada pela Universal Music Publishing Group no website Musicnotes.com, "Home" foi composta no tom de ré maior cujo metrônomo é de 132 batidas por minuto. O alcance vocal de Aplin varia entre si de três oitavas e ré de cinco oitavas.
Aplin escreveu "Home" aos 16 anos: "Estava me mudando para Londres, saindo da vida do campo quando a compus. Tudo que eu mais queria era estar em minha antiga casa. Dessa tristeza nasceu 'Home'".

## Recepção

### Crítica
"Home" foi geralmente bem recebida pelos críticos musicais em suas resenhas de English Rain. John Murphy, analista da musicOMH, disse: "As canções de Aplin se encaixam firmemente no modelo folk-pop e são imediatas, cativantes e radiofônicas. [...] e na adorável 'Home', indutora de arrepios, há até um aceno para Elena Tonra da [banda] Daughter." Escrevendo para a Digital Spy, Robert Copsey, por outro lado, não se agradou do som "acústico sonolento" presente em faixas do álbum como "Please Don't Say You Love Me" e "Home", dizendo que isso resulta "[n]uma estreia que raramente vai além da cantora e compositora direto, e raramente soa muito confiante". Em contrapartida, o comentarista da AllMusic Scott Kerr declarou que "é nos momentos mais calmos do disco que ela [Aplin] soa mais confortável", citando "Home" como exemplo.

### Comercial
Na semana terminada em 3 de agosto de 2013, "Home" estreou na parada de singles do Reino Unido no 48.º lugar, sua melhor posição. Na atualização seguinte, a faixa caiu para o 57.º posto. Na semana de 17 do mesmo mês, sua última no gráfico, a canção se estabeleceu na 94.ª posição. Foi certificada pela Indústria Fonográfica Britânica (BPI) com disco de prata, equivalente a 200 mil cópias.

## Videoclipes
O primeiro videoclipe de "Home", gravado com a versão da canção contida no EP, é ambientado em uma paisagem rural. No material, Aplin aparece vagando pelos terrenos de um castelo e depois caminhando por uma praia deserta ao pôr do sol. Nas cenas finais, está de noite e ela segura uma tocha acesa, vista inicialmente na praia.
O segundo videoclipe da canção, gravado com a versão da faixa presente no álbum, foi dirigido por Kinga Burza, que também dirigiu o videoclipe de "Panic Cord", trabalho anterior de Aplin. Uma parte das cenas foi gravada no deserto de Tule, no estado americano de Nevada. Seu lançamento ocorreu em 9 de junho de 2013 no canal da artista no Youtube. Nas primeiras cenas, Aplin é uma jovem que é assaltada por um grupo de homens, o que acaba por forçá-la a caminhar pelo deserto de volta para casa. Ao longo do percurso, ela conhece novas pessoas e interage positivamente com elas, o que, segundo Burza, faz a personagem de Aplin entender de que precisava de interação humana, e não necessariamente de sua casa. No final do vídeo, Aplin se encontra sentada em cima de uma mesa de sinuca de um bar, cantando para motoqueiros.

## Uso na mídia
"Home" foi utilizada no trailer internacional do filme Brooklyn, lançado em 2015. Fez também parte da trilha sonora internacional da telenovela brasileira Totalmente Demais, exibida originalmente pela Rede Globo entre 2015 e 2016. Em 2017, "Home" foi interpretada por Bia Soares no sexto episódio da segunda temporada da edição brasileira do The Voice Kids. Em 2019, Pollyana Caires se apresentou com a canção no 16.º episódio da oitava temporada do The Voice Brasil. No quarto episódio da sexta temporada do The Voice Kids brasileiro, exibida em 2021, "Home" foi interpretada por Anny Bertholini.

## Créditos
Créditos de "Home" extraídos do encarte do álbum English Rain.
- Gabrielle Aplin – composição, vocal principal, vocal de apoio, violão, piano
- Nick Atkinson – composição, vocal de apoio
- Mike Spencer – produção musical, teclado, baixo, programação
- Russell Fawcus – violino
- Alfie Hudson-Taylor – vocal de apoio
- Tom Wilding – vocal de apoio